# Síndrome de Fregoli

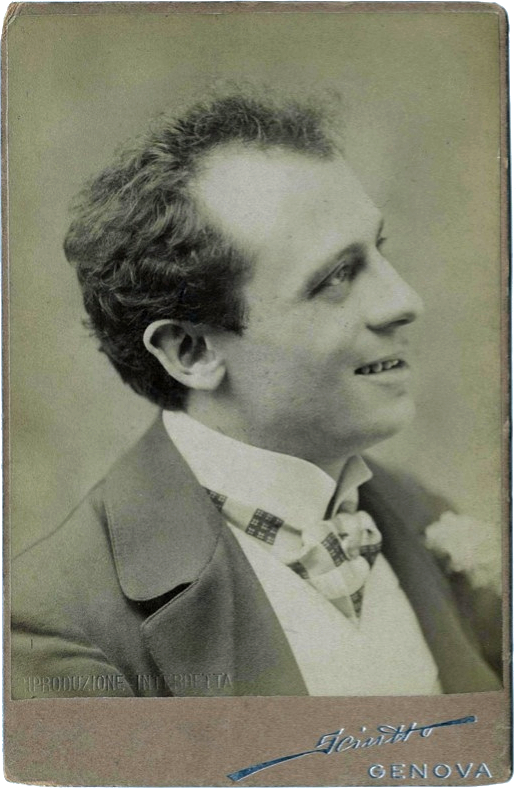
Leopoldo Fregoli

El síndrome de Fregoli es un desorden neuropsiquiátrico en que el paciente cree que una o varias personas de su entorno cercano han sido suplantadas por desconocidos, generalmente con la intención de acercarse a ellos y hacerles daño. El síndrome puede estar relacionado con una lesión cerebral y es a menudo de naturaleza paranoica, con la persona delirante que se cree perseguida por la persona que ellos creen que está disfrazada.
Una persona con el síndrome de Fregoli puede también recordar erróneamente lugares, objetos y eventos. Este trastorno puede ser explicado por los “nodos asociativos”. Los “nodos asociativos” sirven como un vínculo biológico de información sobre otras personas con un rostro familiar (para el paciente).

## Signos y síntomas
- Delirios
- Déficit de memoria visual
- Déficit de autocontrol
- Déficit en la conciencia de sí mismo
- Alucinaciones
- Déficit en funciones ejecutivas
- Déficit en la flexibilidad cognitiva
- Antecedentes de actividad convulsiva
- Actividad epileptogénica

## Clasificación
El síndrome de Frégoli se  estudia en psiquiatría. Así mismo se clasifica tanto como una ilusión monotemática y como un síndrome de identificación errónea delirante (DMS), una clase de creencias delirantes que implica identificar mal personas, lugares u objetos. Al igual que la ilusión de Capgras, los psiquiatras creen que está relacionado con un colapso en la percepción normal de la cara.

## Epidemiología
En los últimos años el Síndrome de Frégoli ha sido reportado entre individuos de diferentes razas y en una amplia gama de edades. El síndrome se exhibe en ambos sexos, aunque algunos autores han informado un predominio superior entre las mujeres.

## Etiopatogenia
Durante los últimos 80 años el síndrome de Frégoli ha propuesto desafíos a los profesionales del área psiquiátrica debido a la falta de una comprensión del mismo y de la prescripción de un tratamiento eficaz. Fisiopatológicamente ha sido asociado con varias condiciones psiquiátricas, enfermedades orgánicas y neurológicas. Se estima que puede ocurrir en un 4% de los pacientes psicóticos, principalmente con esquizofrenia, sobre todo del subtipo paranoico, trastorno esquizoafectivo  y desorden afectivo. El síndrome ha sido asociado con enfermedad de Alzheimer en un 20 a 30% de los pacientes, epilepsia tipo gran mal, tumor pituitario, traumatismo encéfalo craneano cerrado, enfermedad cerebrovascular, demencia de los cuerpos de Lewy, esclerosis en placas, y enfermedad de Parkinson. También se han descrito en pacientes alcohólicos, toxicidad por litio  y quienes padecen de migraña. En fiebre tifoidea y otras entidades clínicas.

## Causas

### Tratamiento Levodopa
Levodopa, también conocido como L-dopa, es el precursor de varias catecolaminas, específicamente de dopamina, epinefrina y norepinefrina. Se usa clínicamente para tratar la enfermedad de Parkinson. Los estudios clínicos han demostrado que el uso de Levodopa puede conducir a alucinaciones visuales y delirios. Durante el uso prolongado de Levodopa, los delirios casi ocupan toda la atención de un paciente. En estudios experimentales, cuando la concentración de Levodopa disminuye, el número de delirios también disminuye. Se ha concluido que los delirios relacionados con los medicamentos antiparkinsonianos son una de las principales causas del síndrome de Fregoli.

### Lesión cerebral traumática
La lesión en las zonas temporo-parietales puede causar el síndrome de Fregoli. La investigación de Feinberg ha demostrado que los déficits significativos en las funciones ejecutivas y de memoria siguen poco después del daño en las zonas temporoparietales. Las pruebas realizadas en pacientes que han sufrido una lesión cerebral revelaron que la capacidad de atención básica y la velocidad de coordinación visomotora son normales. Sin embargo, estos pacientes cometieron muchos errores cuando fueron llamados a participar en tareas detalladas de atención. También se realizaron pruebas de atención selectiva con objetivos auditivos, y los pacientes con lesión cerebral presentaron muchos errores.
El hallazgo más profundo en el trabajo de Feinberg es que las pruebas de desempeño en el proceso de recuperación de memoria fueron significativamente dañadas en pacientes con lesión cerebral. Sin embargo, encontraron que estos pacientes eligieron respuestas incorrectas que estaban relacionadas semánticamente (es decir, eligieron vegetales en lugar de fruta). Más importante aún, las pruebas de memoria visual mostraron que había una severa incapacidad en el recuerdo visual. En general, los pacientes con lesiones cerebrales estaban gravemente afectados en muchas funciones ejecutivas, tales como auto-monitoreo, flexibilidad mental y razonamiento social.
El síndrome de Fregoli es una ilusión de dobles positivos donde hay un exceso de familiaridad con el medio ambiente. Esta sobre-familiaridad puede tener cuatro causas:
- Deterioro del autocontrol: aceptación pasiva de conclusiones imprecisas.
- Filtrado defectuoso: tendencia a seleccionar asociaciones importantes más que relevantes.
- Asociación mnemónica de pensamientos rutinarios.
- Perseverancia: incapaz de encontrar una hipótesis alternativa.

Por lo tanto, la disfunción ejecutiva parece ser necesaria para identificar uno como tener síndrome de Fregoli.

### Giro fusiforme
La investigación actual ha demostrado que las lesiones en el lóbulo temporal derecho y el giro fusiforme pueden contribuir a los SMD. Las resonancias magnéticas de los pacientes que exhiben los signos de Fregoli han demostrado lesiones en el hipotálamo e hipocampo en el giro fusiforme anterior, así como en el medio e inferior del giro temporal derecho. El inferior y medio derecho del lóbulo temporal son los lugares de almacenamiento de memoria a largo plazo en la recuperación de información sobre el reconocimiento visual, específicamente de las caras. Por lo tanto, el daño a estas intrincadas conexiones podría ser uno de los factores principales en los trastornos de mala identificación de la cara.
Recientemente, se ha descubierto un área específicapara la memoria de los rostros en el giro fusiforme cerca del giro fusiforme anterior. Estudios realizados por Hudson han mostrado qie las lesiones en el giro fusiforme anterior, que está cerca del área específica de la cara (corteza fusiforme ventral), también pueden estar asociadas con el síndrome de Fregoli y otros DMS. Dichos daños pueden causar alteraciones en la memoria visual a largo plazo y conducir a asociaciones inadecuadas de caras humanas.
Por otro lado, nuestro cerebro interpreta escenas visuales en dos vías: una es a través de la vía dorsal lóbulo parietal-occipital (los recuerdos espaciales visuales se analizan aquí), y la otra es a través de la vía ventral temporal-occipital (reconoce objetos y caras). Por lo tanto, las lesiones en cualquiera de las estructuras o la interrupción de las conexiones delicadas pueden producir DMS.

### P300 Anormal
Se cree que el síndrome de identificación errónea ocurre debido a una disociación entre los procesos de identificación y reconocimiento. La integración de la información para el procesamiento posterior se conoce como memoria de trabajo (WM). El P300 (P significa potencial de voltaje positivo y el 300 post-estímulo de 300 milisegundos) es un índice de WM y se utiliza durante un ensayo de WM en pacientes con DMS. En comparación con los pacientes normales, los pacientes con DMS generalmente exhiben una amplitud atenuada de P300. 
Estudios anteriores han mostrado correlaciones entre DMS y daños a la función hemisférica derecha, que tiene una serie de funciones (percepción, formas 3D, conciencia artística, imaginación, control de la mano izquierda, conciencia de la música, etc.). En los últimos años, el componente auditivo P300, que se forma en respuesta a una tarea de detección que se produce poco tiempo después de un estímulo, ha adquirido un gran reconocimiento. El componente P300 es un índice de actividad mental en que su amplitud aumenta altamente con estímulos. 

## Tratamiento
Una vez que se ha identificado el síndrome, sigue la farmacoterapia. Los fármacos antipsicóticos son los primeros en el tratamiento de Fregoli y otros DMS. Además de los antipsicóticos, los anticonvulsivos y los antidepresivos también se prescriben en algunos cursos de tratamiento. Si un paciente de Fregoli tiene otros trastornos psicológicos, el tratamiento a menudo resulta en el uso de trifluoperazina.

## Historia
Originalmente, aparece este cuadro psicopatológico recogido por Henri Ey en su «Tratado de Psiquiatría», en el apartado de los Delirios Crónicos Sistematizados, en el punto I: Delirios Pasionales y de Reivindicación (Masson, 1989, pag 452).
Fue denominado así en recuerdo de Leopoldo Fregoli, actor italiano de principios del siglo XX que podía interpretar simultáneamente varios papeles en el teatro.
P. Courbon y G. Fail primero informaron de la enfermedad en un artículo de 1927; describieron a una mujer de 27 años que vivía en Londres, que creía que estaba siendo perseguida por dos actores que veía a menudo en el teatro. Pensaba que estas personas la perseguían de cerca, tomando la forma de personas que conocía.

### Síndrome de identificación errónea
Los síndromes de identificación errónea de este síndrome (DMS) tienen sus raíces en la incapacidad de registrar la identidad de algo, ya sea un objeto, evento, lugar o incluso una persona. Existen varias formas de DMS, como el síndrome de dobles subjetivos, la intermetamorfosis, el síndrome de Capgras y el síndrome de Fregoli. Sin embargo, todos estos diversos síndromes tienen un denominador común: todos se deben al mal procesamiento de la familiaridad . Los síndromes más comunes son Capgras y Fregoli. El síndrome de Capgras es la creencia delirante de que un amigo, miembro de la familia, etc., ha sido reemplazado por un impostor gemelo. El síndrome de Fregoli es la creencia delirante de que diferentes personas son de hecho una sola persona que está disfrazada.

## Investigación actual
El estudio de DMS actualmente sigue siendo controvertido, ya que a menudo se combinan con muchos trastornos psicológicos (es decir, esquizofrenia, trastorno bipolar, trastorno obsesivo-compulsivo, etc.). Aunque hay una plétora de información sobre DMS, todavía hay muchos misterios de los detalles fisiológicos y anatómicos de DMS. Un análisis semiológico preciso de anomalías visuales superiores y sus correspondientes sitios topográficos puede ayudar a dilucidar la etiología de Fregoli y otros trastornos de identificación errónea.

## Cultura popular
La película Anomalisa tiene varias referencias directas e indirectas al síndrome de Fregoli.